# Pugritsa
Pugritsa – wieś w Estonii, prowincji Valga, w gminie Karula.